# Abbaye Notre-Dame d'Ounans
L'abbaye Notre-Dame d'Ounans est une abbaye de religieuses cisterciennes fondée à Ounans, dans le Jura, vers 1147 et déplacée à Dole en 1595.

## Localisation
L'abbaye cistercienne Notre-Dame d'Ounans était située à Ounans, village du val d'Amour, sur la rive gauche de la Loue, dans le département du Jura, en France.

## Historique

### La fondation
En 1147, Humbert de Scey, abbé d'Igny puis archevêque de Besançon, approuve les donations de Gaucher III, sire de Salins et du comte Raynaud III à l'abbaye de Tart pour fonder au village d'Ounans un couvent selon la règle de Citeaux. Au mois d'avril 1243, Jean de Chalon dote l’abbaye à condition qu'elle reste fidèle à cette affiliation. Le pape Innocent IV la place sous sa protection immédiate et l'exempte de la juridiction de l'archevêque de Besançon en octobre 1245. Les sires de Vadans, de Vaudrey, de Santans et les religieux de Balerne dotent cette abbaye qui ne recevait pas que des filles nobles de la province : on y relève aussi des frères convers.

### Le  déplacement à Dole
L'abbatiale bâtie sur les bords de la Loue subissant l'effet des crues, l'archevêque de Besançon accorde quarante jours d'indulgences en 1449 à tous ceux qui contribuent à la reconstruction de l’édifice. La Loue menaçant les cloîtres, il faut chercher une autre implantation. L'archiduchesse Marguerite l'ayant autorisée par un acte du 20 avril 1520, le seigneur de Clairvans cède une surface de quatre hectares. La nouvelle construction exécutée avec parcimonie menace déjà ruine quand les guerres de religion aggravent la situation. Pour échapper aux exactions des hérétiques les religieuses doivent se réfugier, en 1595, à Dole, où Marguerite Aignelot, veuve de Guyon Mairot, leur lègue tous ses biens. L'histoire de l'abbaye se poursuit ensuite dans cette ville.
Après leur déplacement à Dole, les religieuses gardent à Ounans le droit de parcours pour leur bétail ainsi que sur Vaudrey, les bois de Clairvans et perçoivent une dîme sur le canton de l'Outre. Elles ont un domaine à Changins, une maison à Arbois, une autre à Salins et des terres éparses sur plusieurs communes des environs.

## Architecture et description
L'abbaye d'Ounans est reconvertie en exploitation agricole au lieu-dit toujours appelé l'« Enclos des dames ».

## Filiation et dépendances
Fille de l'abbaye de Tart, celle d'Ounans partage le territoire du village avec les moines cisterciens de l'abbaye Notre-Dame de Rosières et les bénédictins du prieuré du château de Salins. Les premiers donateurs fournissent des terres, des prés, des bois et une maison de pêcheur pour son installation. S'y ajoute vite un vaste espace dans la forêt de Chaux pour la création d'une grange, avec des droits d'usage et de parcours ; Ponce, fils de Bertrand de Byans, donne une place sur un cours d'eau pour y construire un moulin. En 1272, la comtesse Alix permet à l'abbaye de rebâtir sa ferme de la forêt de Chaux avec droit de pâture et d'abattage en y ajoutant un bouillon de sel à prélever aux salines de Grozon. En 1296, frère Vuillame, convers de l'abbaye, lui donne sa maison d'Arbois. En 1320, Clériadus d'Oiselay, sire de Clairvans, autorise les religieuses à construire des moulins sur la Loue.
En 1374, la grange de la forêt de Chaux ayant été détruite, la comtesse Marguerite autorise dans cette forêt la pâture du bétail de la grange d'Ounans et assigne les salines de Salins à verser ce qui avait été donné par la comtesse Alix sur la saline de Grozon qu'elle a fait démolir.

## Liste des abbesses
À partir de diverses listes :
- Parrache en 1287 ;
- Eudes en 1327 ;
- Marguerite de Gouhenans (1327-1347) ;
- Marguerite de Rochefort en 1350 ;
- Alix du Vernoy en 1354 ;
- Odette de Vaudrey en 1394 ;
- Marguerite de Villeneuve en 1440 ;
- Catherine d'Arcourt en 1402 ;
- Marguerite d'Oiselay en 1472 ;
- Jeanne de la Rochette en 1492 ;
- Louise de l'Aule, morte en 1511. Après la mort de Louise de l'Aule, les religieuses élisent en chapitre Jeanne de Vaudrey quand arrive Guye Faulquier, nommée directement par l'abbé de Cîteaux. Les religieuses ne voulant point la reconnaître elle recourt alors à l'autorité judiciaire de François de Marenches, lieutenant général du bailli de Dole. Le 16 octobre 1511, il maintient Jeanne de Vaudrey dans son droit. Cependant, deux ans après, on trouve Guye Faulquier à la tête du monastère et occupée à faire réparer l'église[4] ;
- Jeanne de Vaudrey (1511-1513) ;
- Guye Faulquier (1513-1533) ;
- Claude Faulquier, morte en 1551 ;
- Jeanne de Montrond (1550-1502) ;
- Philiberte de Vichy (1502-1577), à sa mort (l'abbesse Françoise de Vichy étant morte en 1577), l'abbé de Cîteaux visite l'abbaye et reconnaît son état de délabrement ;
- Françoise de la Tour (1577-1587), religieuse professe à Montigny, nommée par le roi d’Espagne ;
- Étienne de Lanthenne (1587-1595), dernière abbesse d'Ounans. Appartenant à l'ordre de Cluny, elle doit quitter son costume de chanoinesse pour prendre celui de Citeaux[5].